# 彩色魯夜蛾
彩色魯夜蛾（学名：Xestia efflorescens）为夜蛾科魯夜蛾屬下的一个种。